# Molobratia bokhai
Molobratia bokhai är en tvåvingeart som beskrevs av Pavel Lehr 1999. Molobratia bokhai ingår i släktet Molobratia och familjen rovflugor. Inga underarter finns listade i Catalogue of Life.